# Production
Pour les articles homonymes, voir Production (homonymie).
La production est l'action d'un sujet qui transforme une matière première pour créer un nouvel objet. Cette activité prend place dans la société comme dans la nature et est donc étudiée sous l'angle économique et sociologique, comme biologique.

## En économie
Le terme production dérive du latin classique qui signifie « prolonger, mettre en avant ». Dans l'Antiquité, il désigne aussi bien les créations de la nature (l'arbre producteur de fruits) que celles de l'homme (l'artisan producteur d'objets utiles). Ce n'est qu'au début de l'ère industrielle qu'il entre dans le discours économique.
Selon John Stuart Mill, « l'économie décrit les lois des phénomènes de société qui se produisent du fait des opérations conjointes de l'humanité pour la production de richesses ». L'économie est donc la discipline scientifique qui étudie la production comme élément fondamental, mais aussi l'échange, la distribution et la consommation des biens et des services. C'est ainsi qu'on étudie la production selon les méthodes, les lieux et les marchés. On compare la production d'un même produit à partir de modèles différents d'organisation. On calcule le volume de production par pays et par époques. On sépare l'analyse par secteurs économiques. On distingue la production marchande de la production non marchande. La production marchande est celle qui est réalisée et vendue essentiellement par les entreprises sur le marché des biens de consommation achetés par les ménages ou sur celui des biens de production achetés par les entreprises. La période de référence est généralement l'année. Elle est différente de la production annuelle. Grâce à la variation des stocks (stockage lorsque la production annuelle n'est pas totalement vendue ou déstockage dans le cas où celle-ci est insuffisante), la production permet de répondre au besoin annuel du marché national. Cette production est celle réalisée sur le territoire national (par des entreprises nationales ou étrangères, dites residentes) et ne tient donc pas compte de la production réalisée par des entreprises nationales dans le reste du monde. Par contre, la production est dite non marchande lorsque le prix payé par l'utilisateur est inférieur à la moitié de son coût de production. La production non marchande est réalisée essentiellement par l'État et accessoirement par les administrations privées (syndicats et partis politiques, par exemple) et les ménages. Les services concernés sont, essentiellement, de défense nationale, de sécurité, de justice, religieux et de spectacle public. La production non marchande sous forme d'autoconsommation des ménages n'est pas prise en compte par la comptabilité nationale car elle n'est pas justifiée par des documents (factures ou bulletins de paie, par exemple) justifiant son existence. Par contre, les travaux domestiques (services de jardinage ou d'éducation des enfants) sont comptabilisés lorsque le paiement des domestiques est prouvé par des pièces justificatives et non effectué uniquement gratuitement ou par remise d'une somme d'argent de la main à la main.
La première approche économique de la production est celle des physiocrates au XVIIIe siècle, qui considèrent que seule l'agriculture est vraiment productrice puisque le végétal apporte plus de graines qu'il n'en consomme, les autres activités ne faisant que transformer les produits de la terre. Au siècle suivant, David Ricardo, pour qui seul le travail est productif, met l'accent sur la théorie de la valeur fondée sur le travail, approfondissant la distinction entre valeur d'usage et valeur d'échange. L'économiste américain Henry Charles Carey s'oppose à Ricardo et au libre-échange et fait l'éloge du capitalisme protectionniste et interventionniste américain,.

### Production par secteurs
Aujourd'hui, la production est l'activité socialement organisée exercée par une unité institutionnelle qui combine des facteurs de production (facteur travail et facteur capital) afin de transformer les consommations intermédiaires en biens ou en services s'échangeant sur le marché.
Depuis les travaux de Colin Clark, on regroupe les activités économiques de production  selon trois grands secteurs :
- le secteur primaire : l'ensemble des activités qui exploitent les ressources naturelles ou les déchets : agriculture, mines, pêche, industrie... ;
- le secteur secondaire : toutes les activités de transformation d'une matière première : industries manufacturières, construction... ;
- le secteur tertiaire : principalement marchand : commerce, transports, hébergement-restauration... ; ou non marchand : administration publique, enseignement...

Selon une enquête de 2016, en France, le secteur primaire représente 2,8 % des 26 millions de personnes possédant un emploi (au sens du Bureau international du travail) ; le secteur secondaire 20,6 % et le secteur tertiaire 75,7 %. La France est le pays européen où le poids du tertiaire est le plus élevé.
Selon l'INSEE, l'industrie regroupe « les activités économiques qui combinent des facteurs de production (installation, approvisionnement, travail, savoir) pour produire des biens matériels destinés au marché ». En France, l'industrie représente 12,4 % du produit intérieur brut (20,3 % en Allemagne, 8,7 % au Royaume-Uni). La part de l'industrie manufacturière dans l'économie française a diminué de moitié depuis 1970 (5,7 millions de salariés contre 2,7 millions aujourd'hui).

### Production marchande
On distingue la production marchande de la production tout court.
La production marchande peut se subdiviser en deux catégories :
- la production marchande simple où le producteur vend son produit sur le marché ou rend un service marchand à titre individuel ;
- la production marchande capitaliste où le produit ou le service créé par des salariés est propriété du capitaliste. Il est ensuite vendu en tant que marchandise dans le but de réaliser un bénéfice.

La production non-marchande se définit comme la production de biens ou services proposés gratuitement ou à un prix inférieur au coût de production, par des organisations publiques, ou des associations.

### Mesures de la production
La production réelle d'une entreprise ne correspond pas normalement à sa production vendue. Celle-ci comprend en effet, en plus de la production propre de l'entreprise, celle achetée à d'autres entreprises, qui correspond notamment aux matières premières, aux sous-produits et à l'énergie (appelés consommations intermédiaires) pour fabriquer le produit vendu. La production réelle de l'entreprise, appelée « valeur ajoutée », est donc sa production vendue, de laquelle il faut retrancher les consommations intermédiaires.
Lorsque la production n'est pas vendue sur le marché (l'essentiel de la production des administrations), sa valeur correspond, par définition, à son coût de production. Comme dans le cas de la production marchande, la valeur ajoutée des administrations est obtenue après avoir retranché les consommations intermédiaires de la production.

### Organisation de la production
Différentes organisations permettent de produire un bien ou un service. Certaines sont des espaces où sont concentrés les moyens de production et les ressources humaines pour produire à grande échelle, en grande quantité et d'une manière répétitive avec une division des tâches poussée. D'autres sont des structures plus éclatées et plus mobiles comme l'entreprise en réseau, (l'entreprise étendue) mise en place dans le cadre de l'économie post-industrielle.
Trois grands modes d’organisation de la production peuvent être observés : organisation de type « série unitaire »,  les industries process, la production manufacturière.

## Dimension sociale
La sociologie économique considère que la production est une activité de création, de rencontre, d'échange et de partage de nombreux éléments tels que le temps, l'espace, les biens, les idées et les émotions.
Les économistes ont modélisé la production en identifiant les éléments qui contribuent à sa réalisation, à savoir les facteurs de production. L'un des facteurs de production est constitué par le travail, ce qui représente la dimension sociale de la production du point de vue des théories économiques.

## Dimension environnementale
Depuis les années 1970 environ, où sont apparus et se sont développés les mouvements écologistes, on se rend compte que la production, surtout industrielle, est grosse consommatrice de ressources naturelles, ce qui pose le problème de la rareté ou de l'épuisement de ces ressources, et qu'elle peut engendrer d'importantes pollutions. C'est pourquoi est apparue la notion de développement durable, qui combine deux aspects : ne pas abuser des ressources naturelles ; régler la production pour qu'elle ne détruise ni ne pollue l'environnement.

## En biologie
Du point de vue biologique, tous les êtres vivants, végétaux comme animaux, sont des producteurs : ils produisent de la matière vivante en prélevant des éléments dans leur milieu de vie. L'animal comme le végétal produit sa propre matière à partir des aliments qu'il consomme. On distingue deux types de producteurs :
- les producteurs primaires : ce sont les végétaux verts qui contiennent de la chlorophylle grâce à laquelle en présence de lumière et uniquement à partir de matières minérales, ils fabriquent de la matière organique carbonée ;
- les producteurs secondaires : ce sont tous les autres êtres vivants qui fabriquent leurs substances organiques à partir de la matière d'un autre être vivant végétal ou animal.

## En histoire
L'histoire de la production est marquée par deux grandes ruptures. La première est la révolution  néolithique caractérisée par la transition de tribus de chasseurs-cueilleurs vers des communautés  d'agriculteurs. La première émergence eut lieu au Proche-Orient, il y a 5 000 ans environ, où les hommes passèrent graduellement de la cueillette de céréales sauvages, à la production de plantes et d'animaux domestiqués. Les hommes ne se contentent plus de prendre ce que la nature leur offre, ils modifient radicalement leur environnement par des techniques agricoles nouvelles pour obtenir d'importants surplus de production. Une société sédentaire remplace progressivement les groupes nomades.
La seconde rupture majeure, à partir du XVIIe siècle, est la révolution industrielle qui transforme une société à dominante agraire et artisanale en une société commerciale et industrielle. Le caractère dominant de cette mutation est le passage de l'outil (prolongement de la force musculaire de l'ouvrier) à la Machine (dispositif autonome mû par une énergie naturelle), ce qui permet la mise en place de la production en série, c'est-à-dire d'une production de masse, production d'objets tous identiques à  grande échelle.
Dans le cadre du capitalisme, la production est généralement conçue comme l'activité destinée à satisfaire non plus les besoins du producteur (autoconsommation), mais à être vendue sur le marché. Cette dernière est appelée « production marchande ». De plus, la vente n'est pas effectuée pour satisfaire les besoins jugés nécessaires ou urgents. Ceux-ci doivent être armés d'un pouvoir d'achat ; autrement dit, la production est destinée aux consommateurs qui sont capables de payer.

## En philosophie
Dans le second Discours, Jean-Jacques Rousseau cherche à cerner l'origine de la civilisation, qui est aussi selon lui l'origine du malheur de l'homme. Il affirme : « La métallurgie et l'agriculture furent les deux arts dont l'invention produisit cette grande révolution ». Au XIXe siècle les archéologues et les historiens ont parlé de "révolution néolithique" pour caractériser "la période de la préhistoire marquée par l'émergence des premières sociétés agricoles sédentaires (...) qui ont éliminé, en quelques millénaires les sociétés de chasseurs-cueilleurs", et qui ont installé "une économie de la production".
C'est aussi au XIXe siècle que Karl Marx a élaboré une philosophie qui donne une grande importance à la production.
D'une part, il en fait la base de la compréhension de l'homme : les hommes "commencent à se distinguer des animaux dès qu'ils commencent à produire leurs moyens d'existence, pas en avant qui est la conséquence même de leur organisation corporelle". La production n'est donc pas seulement une action économique; elle a un sens plus profond car elle est "la façon dont les individus manifestent leur vie". "Ce qu'ils sont coïncide donc avec leur production" (ibid.). À la question philosophique : "qu'est-ce que l'homme ?", Marx répond donc : "l'homme c'est le monde de l'homme, l'État, la société". Il faut donc dire que l'homme se produit lui-même dans l'histoire : "par son activité historique, l'homme se donne une valeur humaine, il produit ses propriétés d'homme", il se met en valeur. Marx écrivait : « Tout ce qu'on appelle l'histoire universelle n'est rien d'autre que l'engendrement de l'homme par le travail humain ».
D'autre part, l'étude de la production fournit la base scientifique qui permet de comprendre la structure et l'évolution des sociétés humaines. C'est la théorie du matérialisme historique selon laquelle les rapports de production (relations entre les classes sociales) sont liés  aux forces productives (techniques, outillage et machines): "les rapports sociaux sont intimement liés aux forces de production. En acquérant de nouvelles forces productives, les hommes changent leur mode de production et en changeant leur mode de production,ils changent la manière de gagner leur vie, ils changent tous leurs rapports sociaux". Dans un fameux raccourci, il écrit : « Prenez le moulin à bras et vous aurez la société féodale avec le suzerain; prenez le moulin à vapeur et vous aurez la société avec le capitaliste industriel». Les rapports de production  sont d'abord en accord avec l'état de développement des forces productives, mais l'évolution de ces dernières finit par créer le besoin de nouveaux rapports de production, "alors commence une ère de révolution sociale" qui se conclut par l'apparition d'un nouveau mode de production et donc d'un nouveau type de société. L'histoire de l'humanité se définit par celle des modes de production. Il distingue les suivants : asiatique, antique, féodal et capitaliste auxquels devrait succéder le mode de production communiste débarrassé de la lutte entre les classes sociales qui a caractérisé les précédents.
D'une manière plus générale, Michel Henry crédite Marx d'avoir pensé "l'activité productive des hommes" comme une praxis: "C'est dans la pratique qu'il faut que l'homme prouve la vérité". Selon Adolfo Sanchez-Vasquez, le concept de praxis signifie : "activité orientée vers la transformation d'un objet (nature ou société) en tant que fin tracée par la subjectivité consciente et agissante des hommes et, par conséquent, activité objective et subjective à la fois", et en ce sens, il s'oppose à toutes les philosophies précédentes, car comme le dit la XIe des Thèses sur Feuerbach : « Les philosophes n'ont fait qu'interpréter le monde de diverses manières, il s'agit maintenant de le transformer ».